# Karima Hamed Faryabi
Karima Hamed Faryabi (Provincia de Faryab, 19 de mayo de 1969) es una médica y política afgana, quien se desempeñó como Ministra de Economía. 

## Biografía
Nació en mayo de 1969 en la Provincia de Faryab. Completó su educación primaria en Mahjoba Hirawi y la secundaria en la escuela secundaria Sitara de Herat. En 1980 ingresó a la facultad de medicina de la universidad Abu Ali Sina-e-Balkhi (Actual Universidad de Balj).
Posteriormente, trabajó como médica en Herat y se incorporó a la Dirección de Salud Pública de Faryab. Sirvió como doctora del Departamento de Salud Pública de Faryab hasta 1992, cuando, con la caída del Gobierno de la República Democrática de Afganistán, se le retiró el título profesional y se le impidió ejercer la profesión. Luego, en el exilio, de 1995 a 2001 fue directora de proyectos de Save the Children, puesto desde el cual ejecutó varios programas en colaboración con Médicos Sin Fronteras.
Tras el establecimiento de la República Islámica de Afganistán, fue nombrada gerente técnica del proyecto de servicios hospitalarios y de salud básicos en Faryab. En 2011 fue nombrada como jefa de proyectos del Ministerio de Rehabilitación y Desarrollo Rural, cargo que ocupó hasta 2018.
El 14 de septiembre de 2020, mediante el decreto N.° 1511 de ese año, fue nombrada como Ministra de Economía por el presidente Ashraf Ghani Ahmadzai. Ocupó el cargo hasta la caída de la República Islámica el 15 de agosto de 2021. 